# Laryngozele
Eine Laryngozele, auch Kehlkopfbruch, ist eine angeborene oder im Laufe des Lebens erworbene Aussackung des Ventriculus laryngis (Sinus Morgagni oder Ventriculi morgagnii) im Kehlkopf, also der seitlichen Ausbuchtung zwischen Stimm- und Taschenfalten, bzw. des Sacculus laryngis, eines kleinen vom Ventriculus laryngis ausgehenden Blindsackes. Die Aussackung führt durch die Membrana thyreohyoidea hindurch zu einer am Hals unter der Haut tastbaren „Blase“.

## Symptome und Krankheitsverlauf

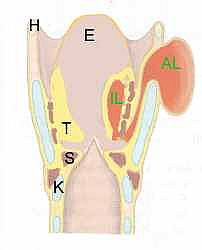
Schematische Darstellung von Laryngozelen in der Frontalebene.
IL = innere Laryngozele
AL = äußere Laryngozele
H = Hyoid (Zungenbein)
T = Taschenband (Plica vestibularis)
S = Stimmband (Plica vocalis)
K = Ringknorpel (Krikoid)

Neben einer seitlich am Hals in Kehlkopfhöhe tastbaren, luftgefüllten Blase können eine Atembehinderung und Stimmstörungen bestehen. Beim Pressen und Husten oder beim Spielen eines Blasinstrumentes wird die Blase typischerweise größer, auch beruflich bedingt so bei Glasbläsern.
Man unterscheidet eine äußere von einer inneren Laryngozele. Die äußere Laryngozele breitet sich zystisch zwischen Zungenbein und Schildknorpel in die Halsweichteile hinein aus. Sie stellt eine Ventrikelaussackung, Ventriculi morgagnii durch die thyreohyoidale Membran dar. Meist ist sie am Hals als Beule tastbar. Bei der inneren Laryngozele befindet sich die Zyste innerhalb des Kehlkopfes, sie liegt dort endolaryngeal im Taschenbandbereich. Symptomatisch werden die Laryngozelen häufig durch Dyspnoe oder Dysphonie.
Eine innere Laryngozele, die sich innerhalb des Kehlkopfes bildet, bleibt zunächst längere Zeit symptomlos. Im späteren Stadium stellt sich Heiserkeit ein, die allmählich zunimmt. Meist wird ein Fremdkörpergefühl empfunden oder das Gefühl einer stärkeren Schleimansammlung.
Allerdings nehmen die Symptome rapide zu, insbesondere im Fall einer akuten Entzündung der Laryngozele. Es treten dann auch Schmerzen auf und es kann sich eine akute Atemnot einstellen. Eine äußere Laryngozele ist leichter zu erkennen, weil sie sich am Hals sichtbar vorwölbt und beim Pressen deutlich an Volumen zunimmt. In fortgeschrittenem Stadium macht sich auch eine äußere Laryngozele durch zunehmende Atemnot bemerkbar.
Eine Laryngozele kann angeboren oder erworben sein.

## Diagnose

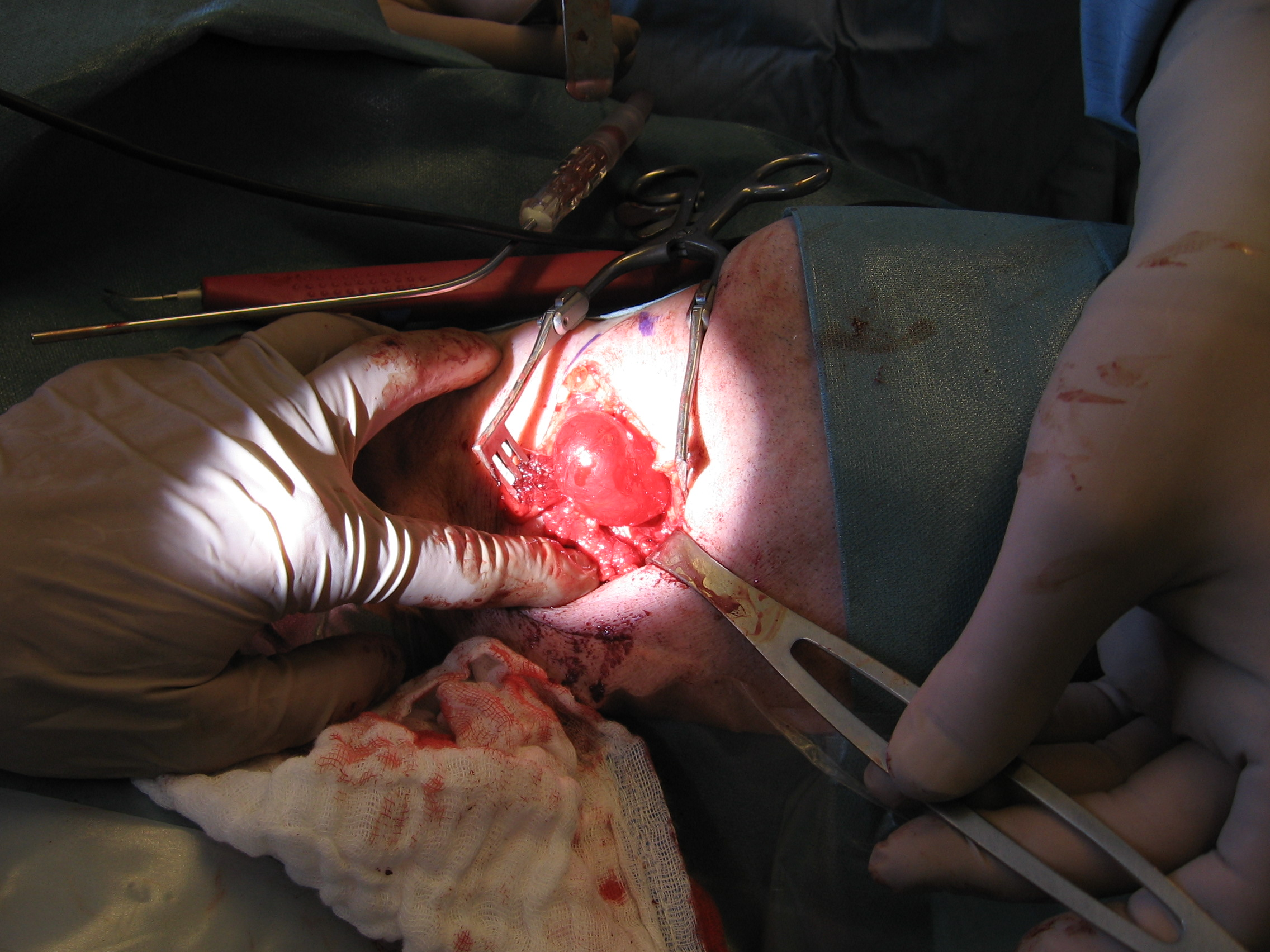
Operation einer Laryngozele

Neben dem Tastbefund und dem typischen Verhalten beim Pressen gibt vor allem die Computertomographie den entscheidenden Hinweis (luftgefüllter Hohlraum).

## Histologie
Die Wandauskleidung der Aussackung besteht aus einem echten respiratorischen Epithelgewebe, also einem Flimmerepithel mit Becherzellen und Drüsen. Häufig findet man Rundzellinfiltrate (Lymphozyten und Plasmazellen) als Zeichen einer unspezifischen Entzündung. Der Zelensack enthält Luft, aber auch muköses oder eitriges Sekret.

## Therapie
Falls eine Laryngozele auffällige Symptome produziert, die zu ernsthafter Luftnot führen, ist eine Behandlung dringend angezeigt. Der Eingriff muss allerdings sofort nach der Diagnose durchgeführt werden, um weitere Schäden zu verhindern. Da keine medikamentöse Behandlung bekannt ist, die zu einer Rückentwicklung einer Laryngozele führen würde, bleibt nur das Mittel der operativen Ektomie oder einer Marsupialisation im Falle einer äußeren Laryngozele. Die Laryngozele wird geöffnet und die Wundränder fixiert, so dass sie sich zunächst nicht verschließen können, um eine ständige Drainage zu erreichen.
Eine Marsupialisation wird dann angewandt, wenn eine vollständige Entfernung nicht angezeigt ist, weil zum Beispiel das Risiko einer Stimmbandverletzung zu hoch ist. Je nach Diagnose und Lokalisierung der Laryngozele kann der Eingriff auch minimalinvasiv durch Abtragung des Gewebes mittels Laser oder anderer geeigneter Methoden erfolgen.